# Live After Death (видео)
Live After Death е видео резюме на едноименния live албум на британската хевиметъл група Айрън Мейдън и представлява четиридневен концерт от март 1985 г.

## Състав
- Брус Дикинсън – вокал
- Дейв Мъри – китара
- Ейдриън Смит – китара
- Стив Харис – бас
- Нико Макбрейн – барабани